# Shuinan (köping i Kina, Jiangxi)
Shuinan (kinesiska: 水南, 水南镇) är en köping i Kina. Den ligger i provinsen Jiangxi, i den sydöstra delen av landet, omkring 330 kilometer söder om provinshuvudstaden Nanchang.
Genomsnittlig årsnederbörd är 1 831 millimeter. Den regnigaste månaden är maj, med i genomsnitt 317 mm nederbörd, och den torraste är oktober, med 15 mm nederbörd.